# Nicostratus (insect)
Nicostratus is een geslacht van wantsen uit de familie van de Miridae (Blindwantsen). Het geslacht werd voor het eerst wetenschappelijk beschreven door William Lucas Distant in 1904.

## Soorten
Het genus bevat de volgende soorten:

- Nicostratus balteatus Distant, 1904
- Nicostratus diversus Distant, 1909
- Nicostratus frontmaculus J.Y. Xu & G.Q. Liu, 2007
- Nicostratus luteus China & Carvalho, 1951
- Nicostratus minor China & Carvalho, 1951
- Nicostratus myrmecophilus Linnavuori, 2004
- Nicostratus princeps Distant, 1909
- Nicostratus sinicus Hsiao & Ren, 1983